# Tylopilus alboater
 (octobre 2013).
 (octobre 2013).
Si vous disposez d'ouvrages ou d'articles de référence ou si vous connaissez des sites web de qualité traitant du thème abordé ici, merci de compléter l'article en donnant les références utiles à sa vérifiabilité et en les liant à la section « Notes et références ».
Pour les articles homonymes, voir Black Velvet.
Espèce
Tylopilus alboater, de son nom vernaculaire bolet noirâtre (en anglais : « Black velvet bolete », trad.: bolet noir velours), est une espèce de champignons d'Amérique du Nord du genre Tylopilus de la famille des Boletaceae. Ce bolet se caractérise par son chapeau noirâtre, velouté, et son pied foncé et lisse, son hyménium à pores blanches puis rosâtre, vite rougeâtre puis noire au froissement, sa chair devenant rose puis lentement grisâtre à la coupe. Il a une saveur douce et pousse sous les feuillus. 

## Taxinomie
Tylopilus alboater (Schw.) Murrill 1909[réf. incomplète]

## Description du sporophore
Hyménophore (chapeau) : 3-15 cm de diamètre, convexe puis largement convexe à subétalé, sec, velouté-tomenteux, parfois finement rimeux avec l'âge, noir à brun grisâtre foncé, fonçant souvent au froissement et souvent finement pruineux blanchâtre au début, à marge souvent avec bande étroite de tissu stérile.
Hyménium : blanc à teintée de gris puis rosâtre terne à carnée, devenant souvent rougeâtre puis lentement noire au froissement.
Pores : anguleux à irréguliers, environ 2 par mm. Couche de tubes : 0,5-1 cm de longueur.
Stipe : 4-10 x 2-4 cm, ± égal à élargi vers la base, sublisse, non réticulé ou seulement légèrement à l'apex, concolore au chapeau à plus pâle, fonçant souvent au froissement, souvent finement pruineux blanchâtre. Voile partiel absent.
Chair épaisse, blanche à teintée de gris, devenant rosâtre à gris rougeâtre puis noircissant à la coupe ou au froissement, noire à la base du pied, à odeur et saveur indistinctes.
Sporée rosâtre à carné foncé ; spores subfusiformes à fusiformes, lisses, hyalines, 7-11 x 3,5-5 µm.

## Habitat
Solitaire ou dispersé ; sur sol sous feuillus, surtout les chênes (Quercus).

## Saison
De juin à septembre.

## Comestibilité
Bon comestible.
C'est une des meilleures espèces de Tylopilus. Il a une saveur douce et agréable et une texture ferme au début. Il est souvent négligé ou évité par les mycophages à cause de sa couleur sombre. Lorsque jeune, elle est très dense et pesante.

## Variétés
Tylopilus atronicotianus, très similaire, a un chapeau presque glabre et brun olive. Tylopilus atratus a un chapeau et un pied plus petit, une chair qui ne devient pas rougeâtre à l'exposition et pousse sous épinettes. Tylopilus griseocarneus, aussi similaire, a un pied réticulé[réf. incomplète].

## Réactions chimiques
- ambre orangé au KOH et négatif au NH4OH ou FeSO4 sur le pileipellis
- instantanément bleu grisâtre à bleu verdâtre au FeSO4 sur la chair